# Zengő
Zengő (chorvatsky Zenka) je hora v župě Baranya na jihu Maďarska. S výškou 682 m n. m. je nejvyšším vrcholem pohoří Mecsek. Na vrcholu hory se nachází betonová rozhledna z roku 1978 a nedaleko ní zřícenina středověkého hradu Zengővár. Hora je populárním turistickým cílem, hlavním východištěm k ní je městečko Pécsvárad. Nachází se zde hojně navštěvovaný hrob cestovatele a popularizátora vědy Pála Rockenbauera, na úpatí leží vesnice Zengővárkony proslavená muzeem kraslic a zámek Püspökszentlászló s arboretem, pojmenovaný podle toho, že sem rád jezdíval na hony král svatý Ladislav.
Původně se hora jmenovala Vashegy (Železná hora), současný název znamená v maďarštině „znějící“. Je odvozen od naříkavých zvuků, které se zde za větrného počasí ozývají. Podle místní legendy se hora každoročně na Květnou neděli otevírá a dají se v ní nabrat poklady. Jedna chudá žena z okolí údajně při vynášení cenností zapomněla uvnitř své dítě a hora se uzavřela, od té doby je sem chodí hledat a bývá slyšet její zoufalý křik.
Hora je součástí chráněné oblasti Východní Mecsek. Je tvořena vápencem z období jury, porostlá dubovým, habrovým a kaštanovníkovým lesem, žije zde orel křiklavý a vrápenec velký, na svazích roste koniklec velkokvětý, vstavač opička, Doronicum hungaricum a vzácný poddruh pivoňky lékařské Paeonia officinalis subsp. banatica. V roce 2004 se objevil návrh postavit na Zengő radarovou základnu NATO, který padl kvůli protestům ochránců přírody i místních obyvatel. V hnutí proti radaru se výrazně angažoval László Sólyom, později zvolený maďarským prezidentem.
Hora je známá díky lidovému zvyku zvanému Bárányles, kdy na Velikonoce vyrážejí muži z nedaleké obce Hosszúhetény na noční pouť na vrchol a rozdělají zde vatru. Tradice je poděkováním místní rodiny Boczů za záchranu svého předka, který zde ve vánici zabloudil a málem umrzl, když potkal Krista s beránkem a ten mu pomohl najít cestu. Na místě události byl pak vztyčen kříž, k němuž se za první světové války chodili muži modlit, aby se vrátili z vojny živí.